# Harry Fielding Reid
Harry Fielding Reid (Baltimora, 1859 – 1944) è stato un geologo statunitense.
Studiò filosofia, ma ottenne nel 1886 la cattedra di matematica alla scuola di scienze applicate di Cleveland, nella quale insegnò successivamente fisica (1889-1904).
Assistente all'università di Chicago, gli venne assegnata nel 1901 la cattedra di geologia dinamica della Johns Hopkins University, che mantenne, con l'aggiunta della cattedra di geografia dinamica, fino al 1930.
Fece parte dell'Ufficio geologico del Maryland tra il 1898 e il 1905 e dell'Ufficio geologico degli USA dal 1902.
Fu presidente dell'American Geophysical Union dal 1924 al 1926.
I suoi principali contributi riguardano glaciologia e sismologia, In particolare a seguito del terremoto di San Francisco del 1906 elaborò la teoria del rimbalzo elastico su influenza di Andrew Lawson.
La teoria del rimbalzo elastico fu una delle più importanti scoperte sismologiche del secolo, ma, non esistendo un premio Nobel per la geologia, Reid si accontentò dell'elezione a membro della National Academy of Sciences (1912).